# Список персонажей «Энеиды»

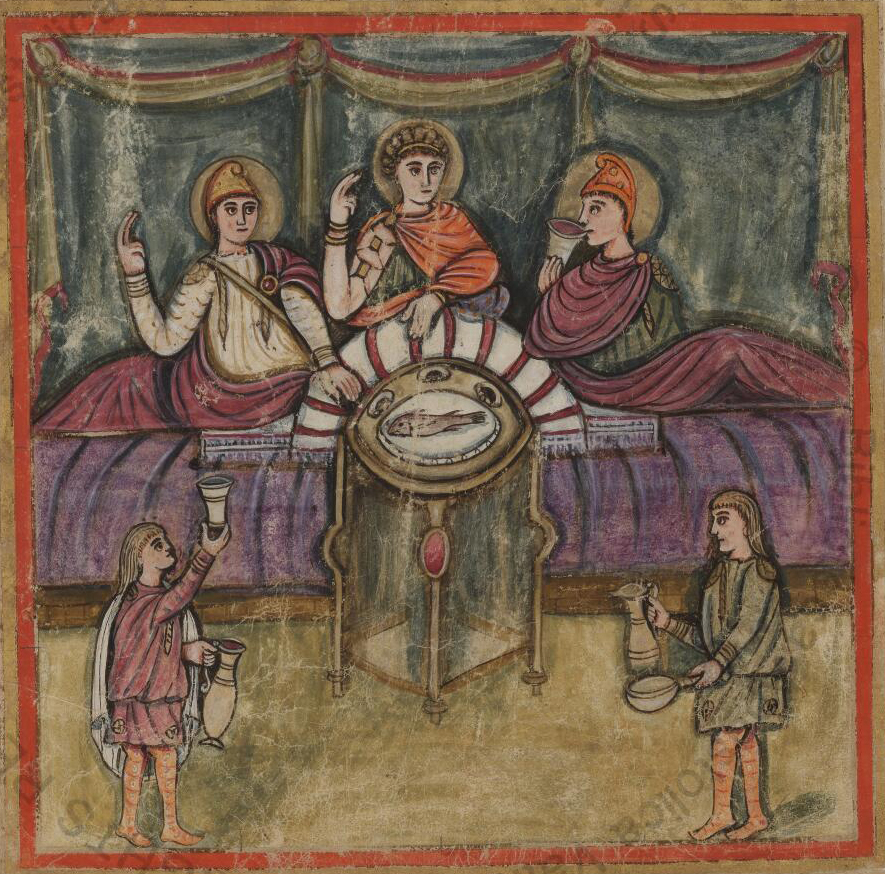
Пир Энея и Дидоны. Миниатюра из рукописи Vergilius Romanus. V век

Поэма римского поэта Вергилия «Энеида» основана на материале из древнегреческой и италийской мифологий. Её центральные герои — троянцы, которые после падения их города отправляются в плавание на запад и после остановки в Ливии находят новый дом в Центральной Италии. «Энеида» — самое раннее из сохранившихся литературных произведений, в которых на широком мифологическом фоне описывается предыстория основания Рима.

## Список персонажей

### Троянцы
- Эней, член троянского царского дома. После падения Трои пустился в плавание на запад в поисках новой родины. Из-за гнева Юноны долго не мог найти пристанище. Остановился в Кафрагене, где его возлюбленной стала Дидона, но вскоре уплыл и оттуда. Обосновался в Центральной Италии, где победил в войне царя Турна.
- Анхис, отец Энея.
- Креуса, дочь Приама и жена Энея[1].
- Асканий, сын Энея.
- Эвриал, возлюбленный Ниса.
- Нис
- Ахат

### Италийцы
- Турн. Погиб в схватке с Энеем, и на этой сцене обрывается поэма.
- Латин[2]
- Эвандр, царь Паллантия.
- Паллант, сын Эвандра. Стал другом Энея, был убит в схватке Турном.

### Данайцы
- Одиссей
- Диомед, сын [[Тидей[|Тидея]]. Эней вспоминает его как «храбрейшего» из данайцев, говоря, что предпочёл бы пасть от его руки, чем погибнуть из-за шторма.

### Карфагеняне
- Дидона, основательница и царица Карфагена. Влюбилась в Энея, он ответил ей взаимностью, но вскоре уплыл, и безутешная Дидона покончила с собой.

### Боги
- Юпитер, верховный бог.
- Юнона, жена Юпитера. Из-за того, что Парис когда-то не признал её прекраснейшей из богинь, она даже после падения Трои преследует Энея и его спутников.
- Эол, бог ветров. Он помогает Юноне, наслав шторм на корабли Энея.
- Вулкан, бог кузнечного дела. Изготавливает щит для Энея.
- Деиопея, самая прекрасная из нимф. Её руку Юнона обещает Эолу в обмен на помощь против Энея.